# Paul de Kruif
Paul Henry De Kruif (* 2. März 1890 in Zeeland (Michigan); † 28. Februar 1971 in Holland (Michigan)) war ein amerikanischer Mikrobiologe holländischer Abstammung und Autor.

## Leben und Wirken
An der University of Michigan studierte Paul de Kruif Naturwissenschaften und erwarb 1912 den Bachelor, wurde mit 26 Jahren außerordentlicher Professor und wurde 1916 zum Ph.D. promoviert. Danach diente er als Gefreiter bei der Mexikanischen Expedition und kämpfte als Lieutenant und Captain der US-Streitkräfte während des Ersten Weltkriegs in Frankreich. Weil er dort im Sanitätscorps eingesetzt war, hatte er gelegentlich Kontakt zu führenden französischen Biologen. Als Sanitätshauptmann im Weltkrieg soll er ein Antitoxin gegen den Wundbrand der durch Gas Verwundeten gefunden haben.
Nach seiner Rückkehr an die University of Michigan, an der er als Assistant Professor tätig war, arbeitete de Kruif kurze Zeit für das Rockefeller Institute for Medical Research. Danach wandte er sich mehr dem Schreiben zu. De Kruif unterstützte Sinclair Lewis bei dessen Roman Arrowsmith, für den Lewis 1925 den Pulitzerpreis bekam. De Kruif verhalf ihm zu medizinischen und naturwissenschaftlichen Informationen für den Plot und für die Skizzierung einzelner Charaktere. Trotzdem wurde ausschließlich Lewis als Autor genannt. De Kruifs Beitrag war jedoch erheblich; auch bekam er 25 Prozent des Autorenhonorars. Viele erkannten in den Figuren dieses Romans Personen, denen de Kruif einmal begegnet war, in Martin Arrowsmith sogar ihn selbst.
Ein Teil seiner Texte machte de Kruif Schwierigkeiten. Der Inhalt einiger Essays, die er während seiner Zeit am Rockefeller Institute verfasste, führten schließlich zu seiner Entlassung. Ronald Ross, einer der in Mikrobenjäger vorgestellten Wissenschaftler, nahm Anstoß an seiner Darstellung. Um eine Beleidigungsklage zu vermeiden, wurde das betroffene Kapitel in der englischen Fassung gestrichen.
De Kruif gehörte zum Autorenstab von Ladies' Home Journal, Country Gentleman und Reader’s Digest. Er verfasste Beiträge zu naturwissenschaftlichen, vor allem medizinischen Themen. Außerdem saß er in Kommissionen, die die Forschung zur Kinderlähmung förderten. The Sweeping Wind, sein letztes Buch, ist seine Autobiografie.

## Rezeption vonMikrobenjäger
Kurt Tucholsky schrieb unter dem Pseudonym Peter Panter in der Zeitschrift Die Weltbühne vom 21. Februar 1928:
„Da habe ich also gelesen, wie wunderbar schön die ‚Mikrobenjäger‘ von Paul de Kruif seien. (Im Verlag Orell Füßli, Zürich und Leipzig.) Das Thema ist eines der schönsten, das es gibt: der echte Sieg von Menschen über die Materie, und noch dazu über die lebende. Nichts ist so groß wie ein biochemisches Rätsel. Dazu kommt, dass diese Wissenschaft sehr, sehr jung ist, kaum ein Menschenleben alt. (…)
Paul de Kruif (…) hat das Thema (…) verniedlicht. Er nennt die Mikroben ‚die Teufelchen‘, und er hat es fertig bekommen, aus den Willensmenschen Koch und Pasteur und Ehrlich Helden in baumwollgestrickten Rüstungen zu machen. (…) Die Art, in der der Franzose Pasteur und der Deutsche Koch gegeneinander ausgespielt werden, ist höchst unfair – doppelt unfair für einen, der solange in Frankreich am Institut Pasteur gearbeitet hat. Immer wieder wird die alberne Nationalitätenfrage in dieses Gebiet getragen. (…)
Das Buch ist selbst eine Mikrobe: die der amerikanischen Weltkrankheit. Dieser verniedlichte Tod, diese Karikaturen, die so aussehen, wie sich eine höhere Mädchenschulvorsteherin einen heldenhaften Arzt vorstellt: diese fatale Anmeierei an ein halbgebildetes Publikum, das solche Bücher gern liest, weil das ‚Thema ihm so hübsch nahegebracht‘, also heruntergebracht wird, so dass man nachher schön darüber mitreden kann: es ist das eine Verbreitung der ,Bildung‘, die mir auf das höchste zuwider ist.
Ohne uns. Wenn das drüben die Art ist, ein schwieriges und wichtiges Thema an die Massen zu bringen, so soll uns das nicht kümmern. Aber es ist doch wohl nicht nötig, in Europa noch einmal auf den infantilen Standpunkt eines jungen Landes zurückzugehen und wieder von vorn anzufangen. Immerhin hat es ja hier einmal so etwas wie einen Humanismus gegeben. Nicht einmal – auf 346 Seiten nicht ein Mal ein Aufblick zu den Sternen: kein Gefühl für das Geheimnisvolle in der Natur.“
Dagegen meinte C. W. Ceram 1949 im Vorwort seines Buches Götter, Gräber und Gelehrte:
„Es ist meines Wissens Paul de Kruif, der amerikanische Arzt, der es zum erstenmal unternahm, die Entwicklung einer ganz speziellen Wissenschaft so darzustellen, daß sie mit einer Erregung gelesen werden konnte, die in unserem Jahrhundert nur noch vom Kriminalroman ausgelöst wird. De Kruif entdeckte im Jahre 1927, daß die Entwicklung der Bakteriologie, sieht man sie richtig und ordnet man sie richtig, romanhafte Elemente enthält.
Und er entdeckte weiterhin, daß sich auch die verwickeltsten wissenschaftlichen Probleme auf eine höchst einfache und verständliche Art darstellen lassen, wenn man sie als Arbeitsprozesse beschreibt, das heißt, wenn man den Leser genau denselben Weg führt, den der Wissenschaftler selber nahm. (…) So entstand sein Buch von den ,Mikrobenjägern‘ - und allein der Titel, der die nüchterne Bezeichnung ,Bakteriologen‘ in eine menschliche Kategorie verwandelte, enthielt durch diese Verwandlung das Programm für eine neue literarische Kategorie, für den ,Tatsachenroman‘.“

## Schriften
- Our Medicine Men (1922)
- Microbe Hunters (1926)  Blue Ribbon Books, Harcourt Brace & Company, New York (Februar) 1926 Internet Archive
  - Deutsch: Microben-Jäger. Übersetzt und eingeleitet von Siegmund Feilbogen. Orell Füssli, Zürich (Frühjahr) 1927. 8. Auflage, mit dem Titel Mikrobenjäger, ebenda 1940. Überarbeitete Neuausgabe als: Mikrobenjäger. Ullstein, Frankfurt am Main/Berlin/Wien 1980, ISBN 3-550-06084-X.
- Hunger Fighters (1928)
  - Deutsch: Bezwinger des Hungers. Übersetzt von Curt Thesing. Grethlein, Leipzig 1929.
- Men Against Death (1932)
  - Deutsch: Kämpfer für das Leben : Ruhmestaten grosser Naturforscher und Ärzte. Übersetzt von Max Moszkowski. Ullstein, Berlin 1933.
- mit Rhea de Kruif: Why Keep Them Alive (1936)
  - Deutsch: Kinder rufen nach uns! Übersetzt von Paul Fohr. Hrsg. u. eingel. v. Curt Emmerich. Ullstein, Berlin 1936.
- Seven Iron Men (1937)
- The Fight for Life (1938)
  - Deutsch: Männer, die den Tod besiegen. Übersetzt von Karl Eugen Brunner. Orell Füssli, Zürich & Leipzig 1938.
- Health is Wealth (1940)
  - Deutsch: Gesundheit ist Wohlstand. Übersetzt von H. Kunze. Rascher, Zürich & Leipzig 1941.
- Kaiser Wakes the Doctors (1943)
- The Male Hormone (1945)
  - Deutsch: Das männliche Hormon : Jugendliche Spannkraft bis ins hohe Alter. Orell Füssli, Zürich 1947.
- Life Among Doctors (1949)
  - Deutsch: Wunder der Heilkunde und die Ärztewelt : Neue wissenschaftliche Entdeckungen – der Menschheit große Hoffnungen. Übersetzt von Ella von Ehrenwall. Orell Füssli, Zürich 1951.
- A Man Against Insanity (1957)
  - Deutsch: Licht für die Umnachteten. Übersetzt von Emilie Wiessner und W. Rümmele. Orell Füssli, Zürich 1957.
- The Sweeping Wind (1962)
  - Deutsch: Brausender Wind. Die Geschichte meines Lebens. Übersetzt von Susanne Ullrich. Orell Füssli, Zürich 1963.